# Robert McKimson
Idősebb Robert "Bob" Porter McKimson (Denver, Colorado, 1910. október 13. – Burbank, Kalifornia, 1977. szeptember 29.) amerikai animátor, grafikus és filmrendező, legismertebb munkái a hazánkban Bolondos dallamokként ismert két Warner Bros.-rajzfilmsorozat, a Looney Tunes és a Merrie Melodies.

## Pályafutása
McKimson Denverben született, művészeti oktatásban tíz éven át részesült. Ezután Romer Grey (Zane Grey fia) altadenai stúdiójához került, amit Grey felesége finanszírozott. Több rajzfilmet is elkezdtek a Romer Grey Studio-ban, de egyik sem készült el. Ezután McKimson Walt Disney-nél próbálkozott. Két éven át dolgozott a Disney stúdiónak, majd Hugh Harman és Rudolf Ising cégéhez került. Ez idő tájt egy baleset következtében agyrázkódást szenvedett. Ennek tudható be remek vizuális érzéke. 1945-ben McKimson váltotta Frank Tashlin rendezőt. 1946-ban, miután Bob Clampett kilépett, McKimson (Warren Fosterrel karöltve) átvette a Clampett-csapat irányítását, míg McKimson részlege Arthur Davis alá került. Davis részlegét 1949-ben zárták be, s ettől kezdve 1962-ig minden Warner Brothers rajzfilmet McKimson, Friz Freleng és Chuck Jones rendezett. McKimsonnak köszönhetően "születtek" meg olyan figurák, mint Foghorn Leghorn és a Tasmán Ördög, és az összes Hippety Hopper és Szilveszter közös szereplésével készülő rövidfilmet is ő rendezte. Az 1953-as Cat-Tails for Two számára alkotta meg Speedy Gonzales, a mexikói egér figuráját. McKimson tehetséges grafikus és animátor volt, s ő alkotta a máig is használatos Tapsi Hapsi-dizájnt 1943-ban, bár 1946-tól kezdve egy zömökebb Tapsit is alkalmazott filmjeiben. Art Davis ezt használta a nyuszi cameo-jelenetében a The Goofy Gophers és a Bowery Bugs című filmjeiben. McKimsonnak saját Dodó Kacsa és Cucu Malac dizájnjai is voltak.
Első rendezése a Daffy Doodles (legalábbis az első kiadott rendezése; valójában első filmjei a háború alatt készült, katonáknak ajánlott Seaman Hook volt 1944-ben), amiben Dodó mindenkinek bajuszt rajzol. A film 1946 áprilisában került a mozikba.
1953-ban a Warner Bros. megszüntette a rajzfilmstúdióját hat hónapra. Miután ismét megnyílt, Freleng és Jones gyorsan összeszedte a fontosabb arcokat, és újra munkához látott, de McKimson az összes korábbi alkalmazottját elvesztette, kivéve Pierce-t és a háttérfestő Dick Thomas-t. Ezekben az időkben filmjeit maga McKimson is animálta. Későbbi alkalmazottjai: Robert Gribbroek háttérfestő illetve Warren Batchelder, Ted Bonnicksen és George Grandpre animátorok. Tom Ray, Russ Dyson és Keitch Darling is segédkezett a munkában.

## Későbbi évek
McKimson továbbra is a Warnernél maradt még akkor is, mikor a többiek sorra hagyták el azt, például Jones 1962-ben. Ez idő tájt saját rövidfilmjein, és első mozifilmjén, a The Incredible Mr. Limpeten dolgozott. Miután a stúdió bezárt, McKimson a Depatie-Freleng Enterprises-hez került, amit korábbi munkatársa, Friz Freleng és David H. DePatie alapított azért, hogy rajzfilmeket készítsenek a Warnernak. A DePatie-Frelengnél McKimson több The Inspector rövidfilmet készített, s dolgozott az új Looney Tunes és Merrie Melodies rajzfilmeken. 1967-ben a Warner ismét megnyitotta stúdióját; McKimson visszatért 1968-ban s egészen 1969-ig maradt, mikor a stúdió végleg bezárt. Utolsó rajzfilmjei a cégnél az Injun Trouble Cool Cat főszereplésével. A film emellett az utolsó klasszikus Bolondos dallamok epizód is egyben. McKimson az egyetlen, aki a stúdiónál volt a Looney Tunes-sorozat kezdetétől annak 1969-es befejezéséig először mint animátor, majd mint rendező.
1972-ben visszatért a DePatie-Frelenghez, hogy rendezzen néhány epizódot a The Pink Panther Show-hoz.

## Halála
McKimson 1977-ben szívinfarktus következtében halt meg Friz Freleng és David H. DePatie társaságában, miközben ebédeltek.

## Magánélete
McKimson tehetséges lovaspólós volt, elkötelezett tekejátékos és kőműves mester. Két bátyja volt, Charles McKimson és Tom McKimson, akik szintén animátorok voltak.